# Nebalia hessleri
Nebalia hessleri är en kräftdjursart som beskrevs av Martin, Vetter och Cash-Clark 1996. Nebalia hessleri ingår i släktet Nebalia och familjen Nebaliidae. Inga underarter finns listade i Catalogue of Life.